# Malik Harris
Malik Harris (ur. 27 sierpnia 1997 w Landsberg am Lech) – niemiecki piosenkarz. Reprezentant Niemiec w 66. Konkursie Piosenki Eurowizji (2022).

## Życiorys
Urodził się 27 sierpnia 1997 w Landsberg am Lech. Jego ojcem jest Ricky Harris, mieszkający w Niemczech amerykański prezenter telewizyjny i aktor z Detroit. W wieku 13 lat Harris zajął się muzyką, robiąc covery piosenek na swojej gitarze.
W 2021 wydał debiutancki album pt. Anonymous Colonist. W lutym 2022 zakwalifikował się z utworem „Rockstars” do finału programu Germany 12 Points wyłaniającym reprezentanta Niemiec w 66. Konkursie Piosenki Eurowizji, a 4 marca 2022 zwyciężył w głosowaniu telewidzów, zostając reprezentantem kraju w konkursie organizowanym w Turynie. W finale wystąpił z trzynastym  numerem startowym i zajął ostatnie 25. miejsce po zdobyciu 6 punktów w tym 6 punktów od telewidzów (20. miejsce) i 0 pkt od jurorów (25. miejsce).

## Dyskografia

### Albumy
- 2021: Anonymous Colonist

### Single
- 2018: Say the Name
- 2018: Dust (COSBY feat. Malik Harris)
- 2019: Welcome to the Rumble
- 2019: Like That Again
- 2019: Home
- 2020: Crawling
- 2020: Faith
- 2020: When We’ve Arrived
- 2021: Bangin’ on My Drum
- 2021: Dance
- 2021: Time for Wonder
- 2022: Rockstars